# Titularbistum Egabro
Egabro ist ein Titularbistum der römisch-katholischen Kirche.
Es geht zurück auf einen untergegangenen Bischofssitz in der antiken Stadt Cabra in Spanien. Der Bischofssitz gehörte der Kirchenprovinz Sevilla an.
| Titularbischöfe von Egabro |                              |                                     |                  |                   |
| Nr.                        | Name                         | Amt                                 | von              | bis               |
| 1                          | Hubert Luthe                 | Weihbischof in Köln (Deutschland)   | 28. Oktober 1969 | 18. Dezember 1991 |
| 2                          | Reginald Michael Cawcutt     | Weihbischof in Kapstadt (Südafrika) | 29. Mai 1992     | 5. August 2022    |
| 3                          | Ramón Darío Valdivia Jiménez | Weihbischof in Sevilla (Spanien)    | 1. April 2023    |                   |